# H.Byappalli, Mulbagal
H.Byappalli là một làng thuộc tehsil Mulbagal, huyện Kolar, bang Karnataka, Ấn Độ.